# 46

Рік 46 (XLVI) Юліанського календаря, розпочався у суботу. Цей рік також відомий як Рік Правління консулів Азіатікуса і Сілануса, або 799 рік Ab urbe condita ("від заснування міста (Рима)"). Цей рік є сорок шостим за порядком ери календаря Anno Domini. Рік 46 був останнім із серії особливо-довгих років (він тривав 445 діб), що було результатом Юліанської реформи.

## Події
Рим
- Правління консулів Децима Валерія Азіатікуса і Марка Юнія Силануса.
- Поселення Цельє (теперішня Словенія) отримало муніципальні права і назву муніципій Клавдія Целея.
- Добруджа приєднана до римської провінції Мезії.
- Завойоване Одриське царство — провінція Фракія.

Хунну
- В зв'язку з голодом і епідеміями, укладено мир із Китаєм.

Китай
- Народ Ухуані повстає проти Хунну і розбиває китайські війська.

Середня Азія
- Сянь, князь Яркенда, грабує Шаньшань, підкорює Кучу. Шаньшань піддалась Хунну.

## Народились
Плутарх - грецький історик.

## Померли
Гней Помпей Магн - перший чоловік Клавдії Антонії, вбитий за наказом Мессаліни.